# Florens Schmidt
Florens Schmidt (* 5. August 1984 in Berlin) ist ein deutscher Schauspieler, Musiker und Hörbuchsprecher.

## Leben
Florens Schmidt begann seine Karriere mit 13 Jahren bei der Kinderserie Schloss Einstein, in der er die Hauptrolle des Oliver Schuster verkörperte. Danach spielte er in diversen Theater- und Fernsehproduktionen mit.
Von 2006 bis 2010 studierte er an der Hochschule für Film und Fernsehen „Konrad Wolf“ in Potsdam. 2009 erhielt er für die Produktion Lügengespinst, in der er die Rolle des Frankie verkörperte, zusammen mit seinen Schauspielkollegen den Ensemblepreis beim Theatertreffen deutschsprachiger Schauspielschulen in Zürich. 2010 spielte er im Kinofilm Krankheit der Jugend, der im Rahmen der Internationalen Hofer Filmtage 2010 uraufgeführt wurde, eine der Hauptrollen.
Von 2011 bis zum Ende der Spielzeit 2015/2016 war er Mitglied des Ensembles des Jungen Schauspielhauses Hamburg. Er spielte 2011 die Hauptrolle des Felix Laub in Wut (nach dem gleichnamigen Film von Max Eipp) und er verkörperte den Sozialrevolutionär Kaljajew in Alexander Riemenschneiders Inszenierung Die Gerechten von Albert Camus. Außerdem spielte er im Stück Alice im Wunderland (Regie: Barbara Bürk und Clemens Sienknecht), das 2012 mit dem Deutschen Theaterpreis Der Faust in der Kategorie Beste Regie Kinder- und Jugendtheater ausgezeichnet wurde. 2012 übernahm er die Rolle des Orest in Klaus Schumachers Uraufführung von Elektra (von Nino Haratischwili).
Von 2014 bis 2019 war er in der Hauptrolle des Christopher Boone in Supergute Tage oder Die sonderbare Welt des Christopher Boone am Jungen Schauspielhaus Hamburg zu sehen.
2017 hatte er im Rahmen der 20. Staffel von Schloss Einstein einen Cameoauftritt als Hotelportier. 2018 war Schmidt in der ZDF-Serie „Bettys Diagnose“ in einer Episodenrolle als Julian Steiner zu sehen.
Seit Juli 2018 ist er außerdem als Gast in dem Erfolgsstück Linie 1 am Grips Theater Berlin engagiert.
2019 übernahm er die Rolle des Joachim Meyerhoff in Ach, diese Lücke, diese entsetzliche Lücke (von Joachim Meyerhoff) am Altonaer Theater in Hamburg.
Florens Schmidt ist auch als Hörbuchsprecher tätig. 2019 erschien Wolfgang Borchert: Sämtliche Erzählungen im Buchfunk-Verlag.

## Theater (Auswahl)
- 2005: Nacht,  Regie: Annika Vogt (Junges Deutsches Theater Berlin)
- 2005: Wo wir waren, Regie: Tim Tonndorf (Theater Strahl Berlin)
- 2006: Der Selbstmörder, Regie: Swetlana Schönfeld (HFF, Potsdam)
- 2007: Platonow, Regie: Andreas Kleinert (HFF, Potsdam)
- 2007: Emilia Galotti, Regie: Angelika Heimlich (HFF, Potsdam)
- 2008: Macbeth, Regie: Jörg Pintsch (HFF, Potsdam)
- 2009: Lügengespinst, Regie: Lukas Langhoff (HFF, Potsdam)
- 2011: Die Gerechten, Regie: Alexander Riemenschneider (Schauspielhaus Hamburg)
- 2011: Wut, Regie: Klaus Schumacher (Schauspielhaus Hamburg)
- 2012: Verbrennungen, Regie: Konradin Kunze (Schauspielhaus Hamburg)
- 2013: Nathan, Regie: Grete Pagan (Schauspielhaus Hamburg)
- 2014: Supergute Tage oder Die sonderbare Welt des Christopher Boone,[8] Regie: Klaus Schumacher (Schauspielhaus Hamburg)
- 2015: Himmel, Regie: Konradin Kunze (Schauspielhaus Hamburg)
- 2016: funny girl, Regie: Clara Weyde (Schauspielhaus Hamburg)
- 2017: Monypolo II,[9] Regie: Prinzip Gonzo (Ballhaus Ost, Berlin)
- 2018: Linie 1, Regie: Petra Zieser (Grips Theater, Berlin)
- 2019: Ach, diese Lücke, diese entsetzliche Lücke, Regie: Henning Bock (Altonaer Theater, Hamburg)
- 2021/22: Die vierte Wand, Regie: Suzanne Emond (TuD, Berlin)

## Filmografie (Auswahl)
- 1998–2000, 2004, 2017: Schloss Einstein
- 2001: Edel & Starck
- 2006: Robert natürlich, Regie: Nicolas Flessa
- 2007: Straight, Regie: Nicolas Flessa
- 2008: Klassentreffen, Regie: Dieter Berner
- 2008: Das Mädchen mit dem Schnauzer, Regie: Aron Lehmann
- 2010: Krankheit der Jugend, Regie: Dieter Berner
- 2013: Transit (Musikvideo), Regie: Christoph Holsten
- 2014: Großstadtrevier (Fernsehserie), Regie: Christoph Stark
- 2018: Bettys Diagnose (Fernsehserie; Folge: Zweite Chance), Regie: Jurij Neumann
- 2019: Ivie wie Ivie, Regie: Sarah Blaßkiewitz
- 2019: Lieber Thomas, Regie: Andreas Kleinert
- 2022: Was man von hier aus sehen kann, Regie: Aron Lehmann

## Hörspiel/Hörbuch (Auswahl)
Quellen: Schauspielervideos, Castupload
- 2010: Antigone – West of Sorrow, Deutschland Radio Kultur
- 2012: Schweig still süßer Mund, Jumbo Verlag
- 2017: Waringham Saga, Hörspiel X-Berg
- 2019: Wolfgang Borchert: Sämtliche Erzählungen, Buchfunk Verlag
- 2020: Nesthäkchens Schrei, Audio To Go
- 2021: Die Nacht, Der Hörverlag
- 2022: Abendrot, Der Hörverlag

## Synchronarbeiten
- 2009: Sin nombre
- 2010: Ein Mann von Welt
- 2010: Precious
- 2021: The Many Saints of Newark
- 2021: West Side Story

## Auszeichnungen
- 2009: Ensemblepreis beim Theatertreffen deutschsprachiger Schauspielschulen in Zürich für Lügengespinst